# Christa Miller
Christa Miller Lawrence, född 28 maj 1964 i New York, är en amerikansk skådespelerska. 
Hon är gift med manusskrivaren Bill Lawrence sen 27 november 1999 och de har tre barn ihop.

## Filmografi (urval)
- The Drew Carey Show (TV-serie) (1995–2002)
- Scrubs (TV-serie) (2001–2010)
- Cougar Town (TV-serie) (2009–2015)
- Shrinking (TV-serie) (2023–)